# Ґреберси
«Ґреберси» (англ. Grabbers) — англо-ірландський фільм жахів 2012 року, зрежисований Джоном Райтом. Серед інших ірландських акторів у фільмі знімалися Річард Койл і Рассел Тові.

## Зміст
Коли на віддаленому ірландському острові висаджуються кровожерливі прибульці, місцеві жителі із радістю з'ясовують, що успішно боротися з монстрами таки можна. Для цього необхідно всього лише гарненько надертися і більше не просихати.

## Зйомки
Зйомки фільму почалися 29 листопада 2010 року в Донеголі, Північна Ірландія, і закінчилися 2 лютого 2011 року. Фільм був випущений в Ірландії 10 серпня 2012 року.

## Відгуки
Прем'єра відбулася на фестивалі Санденс. Фільм отримав загалом позитивні відгуки. Демон Вайз з Empire описав його як «романтичний, але дивно страшний фільм про монстрів, за відчуттями начебто фільму Amblin, перемішаного з „Одного разу в Ірландії“». Total Film відгукнувся так: «Слизове, просочене випивкою монстро безумство в найкращому вигляді. Забавно, криваво і з непоганою комп'ютерною графікою». За словами Dread Central, «Інтенсивно, весело доставляє. Масштабні та видовищні спецефекти. Один з найприємніших фільмів про чудовиськ в новітній історії». Йордан Хоффман з кабельного американського телеканалу IFC назвав фільм «чудовою метушнею», в той час як Upcoming Movies дали йому чотири зірки. Film School Rejects назвав фільм «вельми приємним» «приємним опівнічним фільмом про монстрів».
У червні 2012 року фільм отримав позитивні відгуки на Единбурзькому кінофестивалі. Фільм також брав участь в Фестивалі в Карлових Варах, фестивалі PiFan, Fantasia Festival, Taormina Film Fest та в European Fantastic Film Festival, де виграв Приз глядацьких симпатій за найкращий фільм, а також в NIFFF, де отримав дві нагороди - Приз глядацьких симпатій за найкращий фільм і Titra Film Award. У липні 2012 року фільм відкривав 24й Galway Film Fleadh.
У 2013 році фільм номінувався на чотири нагороди IFTA: Рут Бредлі отримала Найкращу актрису, бронь Голлахе (Bronagh Gallagher) була номінована як Best Supporting Actress, Kevin Lehane як Best Feature Script а продюсери Девід Коллінз і Мартіна Ніланд з Samson Films, а також Forward Films и High Treason Productions претендували на Найкращий фільм.